# Tour de France 2004/16. Etappe
Die sechzehnte Etappe der Tour de France 2004 bildete ein 15,5 km langes Einzelzeitfahren von Le Bourg-d’Oisans hoch nach L’Alpe d’Huez. Die Radrennfahrer mussten 1130 Höhenmeter überwinden. Laut den Angaben des Veranstalters säumten 900.000 Menschen die 21 Serpentinen.

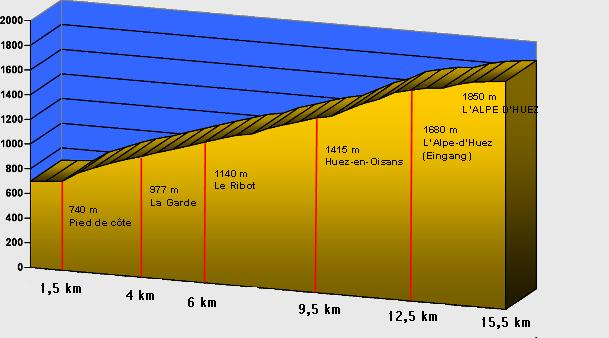
Der Anstieg nach L'Alpe d'Huez

Der Start fand alle ein bis zwei Minuten und zwar in umgekehrter Reihenfolge der Platzierungen der Gesamtwertung statt. Demnach startete der 157. der Gesamtwertung, der Franzose Sébastien Joly, als Erster um 14:00 Uhr (MESZ). Letzter Starter war das Gelbe Trikot, Lance Armstrong.
Der später wegen Doping disqualifizierte Armstrong gewann die 16. Etappe vor Jan Ullrich und Andreas Klöden. Ivan Basso und Francisco Mancebo verloren viel Zeit auf Armstrong, Klöden und Ullrich.

## Bergpreis
| L'Alpe d'Huez, Kategorie HC |                             |
| Erster                      | Lance Armstrong, 40 Punkte  |
| Zweiter                     | Jan Ullrich, 36 Punkte      |
| Dritter                     | Andreas Klöden, 32 Punkte   |
| Vierter                     | José Azevedo, 28 Punkte     |
| Fünfter                     | Santos Gonzáles, 24 Punkte  |
| Sechster                    | Giuseppe Guerini, 20 Punkte |
| Siebter                     | Vladimir Karpets, 16 Punkte |
| Achter                      | Ivan Basso, 14 Punkte       |
| Neunter                     | David Moncoutié, 12 Punkte  |
| Zehnter                     | Carlos Sastre, 10 Punkte    |

## Zwischenzeit 1
Die ersten fünf Fahrer bei der ersten Zwischenzeit in 'La Ferrière' (Kilometer 1,5 km)
| Platzierung | Fahrer            | Zeit (min) |
| 1.          | Fabian Cancellara | 2:01       |
| 2.          | Bernhard Eisel    | +00:01     |
| 3.          | Jan Ullrich       | +00:01     |
| 4.          | Guillaume Auger   | +00:04     |
| 5.          | Stefano Zanini    | +00:04     |

## Zwischenzeit 2
Die ersten fünf Fahrer bei der zweiten Zwischenzeit in 'Huez-en-Oisans' (Kilometer 9,5).
| Platzierung | Fahrer          | Zeit (min) |
| 1.          | Lance Armstrong | 23:58      |
| 2.          | Jan Ullrich     | +00:39     |
| 3.          | Andreas Klöden  | +1:07      |
| 4.          | José Azevedo    | +1:12      |
| 5.          | Ivan Basso      | +1:15      |

## Zwischenzeit 3
Die ersten fünf Fahrer bei der dritten Zwischenzeit in 'Alpe d'Huez' (Kilometer 12,5).
| Platzierung | Fahrer           | Zeit (min) |
| 1.          | Lance Armstrong  | 33:41      |
| 2.          | Jan Ullrich      | +00:56     |
| 3.          | Andreas Klöden   | +1:23      |
| 4.          | José Azevedo     | +1:33      |
| 5.          | Giuseppe Guerini | +1:57      |

## Endergebnis
| Platzierung | Fahrer          | Zeit (min) |
| 1.          | Lance Armstrong | 39:41      |
| 2.          | Jan Ullrich     | +1:01      |
| 3.          | Andreas Klöden  | +1:41      |
| 4.          | José Azevedo    | +1:45      |
| 5.          | Santos González | +2:10      |